# Lodovico Burnacini
Ludovico Ottavio Burnacini (né 1636 et mort à Vienne le 12 décembre 1707) est un architecte et scénographe italien. 

## Biographie
Né probablement à Venise, Ludovico Ottavio Burnacini étudie l'architecture et la scénographie avec son père Giovanni et le suit à Vienne en 1651 où il devient l'architecte en chef et scénographe de la cour de l'empereur Léopold Ier et de son successeur Joseph Ier, un poste qu'il occupe pour le reste de sa vie. Son principal travail architectural est le nouveau théâtre de la cour à Vienne inauguré en 1668 et détruit en 1683. Il a également été impliqué dans la reconstruction et l'expansion des châteaux de Laxenbourg de Leopold et dans la reconstruction des bâtiments endommagés pendant la bataille de Vienne ainsi que dans la création du monument Pestsäule. Son travail de scénographe pour les divertissements de la cour de Léopold est représenté dans de nombreuses gravures et de dessins au goût particulièrement grotesque conservés au Theatermuseum de Vienne.

## Conception de scènes et de costumes

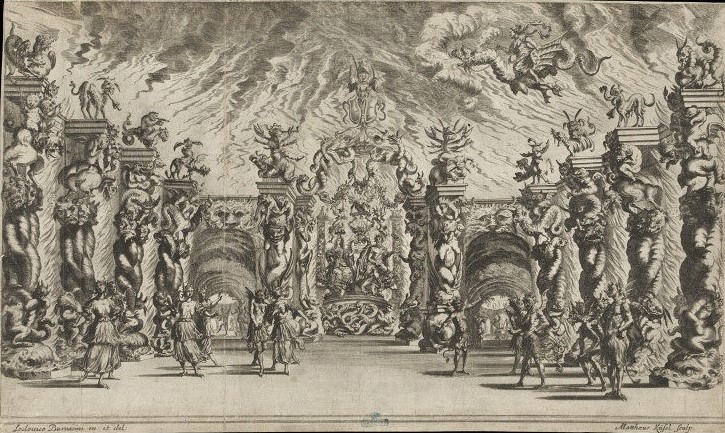
Scène pour les Enfers grecs de l'opéra d'Antonio Cesti Il pomo d'oro, 1668.
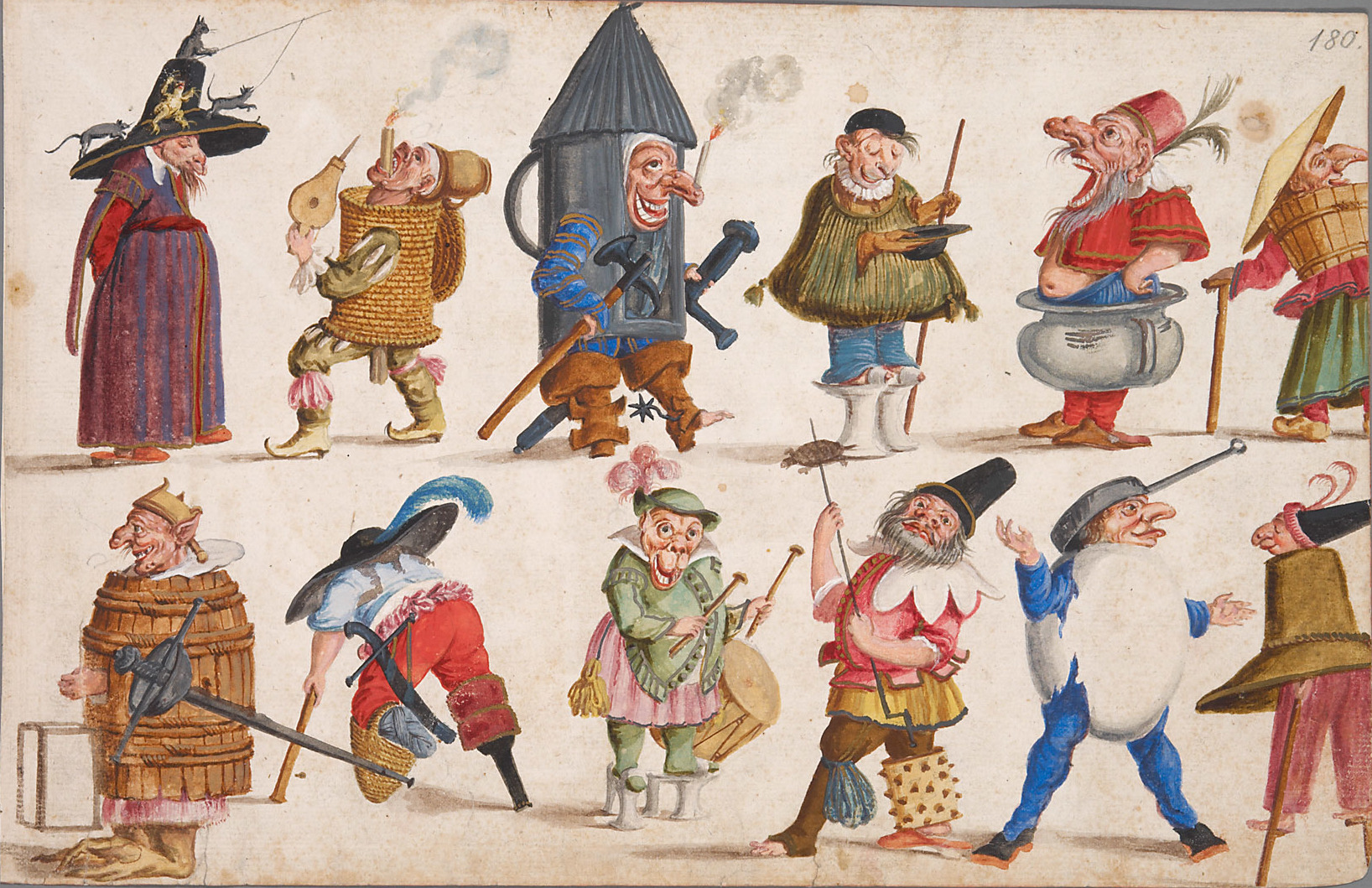
Costumes de grotesques et personnages de la commedia dell'arte, 1680.
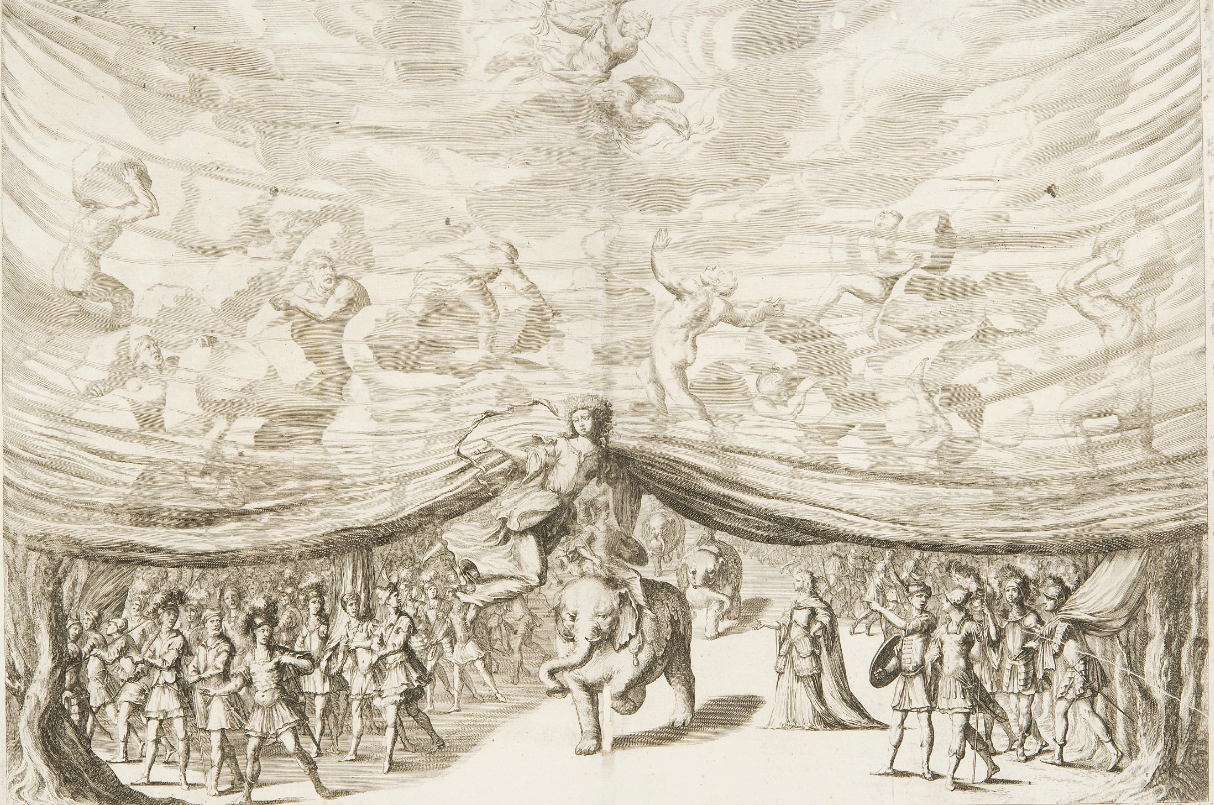
Décor pour l'opéra d'Antonio Draghi La monarchia latina trionfante, 1678.